# Джейсън Стейтъм
Джейсън Стейтъм (на английски: Jason Statham) е английски актьор, роден на 26 юли 1967 г. в гр. Шайърбрук, графство Дарбишър, Англия.
Известен е най-вече с ролите си в „Две димящи дула“, „Гепи“, „Транспортер“, „Транспортер 2“, „Транспортер 3“, „Италианската афера“, „Револвер“, „Огън в кръвта“ и „Смъртоносна надпревара“.
Изпълнява сам почти всички каскади като бой, опасно шофиране, плуване, като само в краен случай използва дубльор. В най-добрата си форма Стейтъм е висок 178 см. 

## Биография

### Преди киното
Той е вторият син в семейството на певец и шивачка.
По-късно се премества в Грейт Ярмът, графство Норфолк и тръгва по стъпките на родителите си, овладявайки изкуството на уличния театър. Играе футбол в местната гимназия (1978 – 1983), но истинската му страст е гмуркането.
Стейтъм от малък има интерес към спорта и тренира скокове във вода и бойни изкуства. В продължение на 12 години е в английския национален отбор по скокове във вода, а през 1992 г. завършва на 12-о място на световното първенство. Баща му е бил боксьор и гимнастик, той научил брат му на бойни изкуства и често малкият Джейсън е използван като „боксова круша“. Стейтъм е експерт по бойни изкуства, както той се занимава и тренира джу-джицу.
В свое интервю Джейсън обаче отрича разпространените сведения, че е участвал в олимпийските игри в Сеул и Барселона. За него този спорт е просто хоби, от което не могат да се печелят пари. Затова е активен на черния пазар, продавайки „парфюми, бижутерия и други неща, които би трябвало да са скъпи“ из лондонските улици.
По време на тренировки в спортния център Кристъл Палас е забелязан от търсач на таланти. Скоро след това става модел за дрехите на модната компания French Connection, известна още и като fcuk. Собственикът на fcuk, който е и продуцент на „Две димящи дула“, го представя на Гай Ричи, режисьор на филма. По онова време Ричи търси човек, който да играе ролята на уличен търговец и, научавайки с какво Стейтъм си е изкарвал прехраната, го харесва за ролята на Бейкън.

### Кариера в киното
„Две димящи дула“ е приет добре както от публиката, така и от критиката и буквално изстрелва Стейтъм в светлината на прожекторите. Две години по-късно – през 2000 г. – Стейтъм си партнира със звезди от ранга на, Брад Пит, Вини Джоунс, Бенисио дел Торо и Денис Фарина във втория филм на Ричи – „Гепи“, който също жъне големи успехи. През 2001 участва в два филма – „Призраци от Марс“ на Джон Карпентър и „Единственият“ с Джет Ли. В „Гаднярът“, където си партнира с цяла плеяда звезди на британското кино, играе ролята на опасен затворник, избран да участва във футболен мач между затворници и надзиратели.
През 2002 Стейтъм е избран от Люк Бесон за главната роля във филма „Транспортер“. Там той играе Франк Мартин, бивш служител в специалните сили, който изкарва прехраната си като транспортьор, пренасящ деликатни пратки „от врата до врата“ без да задава излишни въпроси. Следват поддържащи роли в „Италианската афера“ и „Лондон“, преди отново да поеме главната роля в продължението на „Транспортер“, новия филм на Гай Ричи „Револвер“ и екшъна „Огън в кръвта“. Има малки роли в „Съучастникът“ с Том Круз и Джейми Фокс и в „Розовата пантера“ със Стив Мартин, Жан Рено и Бионсе.
През 2007 излизат два филма с негово участие – „Единакът“ с Джет Ли и написаният по мотиви на видеоиграта Dungeon Siege „In the Name of the King: A Dungeon Siege Tale“.

### Личен живот
В продължение на седем години Стейтъм излиза с британската актриса Кели Брук, преди тя да го изостави заради Били Зейн. По-късно за кратко отново се събират. През 2005 Джейсън излиза с австралийската певица и актриса Софи Монк. Към 2010 г. той има връзка със супермодела на „Виктория Сикрет“ Роузи Хънтингтън-Уайтли.

## Филмография
| Година | Заглавие на български              | Оригинално заглавие                           | Роля                   | Режисьор                       | Бележки |
| ------ | ---------------------------------- | --------------------------------------------- | ---------------------- | ------------------------------ | ------- |
| 1998   | „Две димящи дула“                  | Lock, Stock and Two Smoking Barrels           | Бейкън                 | Гай Ричи                       |         |
| 2000   | „Гепи“                             | Snatch                                        | Турчина                | Гай Ричи                       |         |
| 2000   | „Засили го“                        | Turn It Up                                    | Г-н Б.                 | Робърт Адетай                  |         |
| 2001   | „Призраци от Марс“                 | Ghosts of Mars                                | Сержант Джеричо Бътлър | Джон Карпентър                 |         |
| 2001   | „Единственият“                     | The One                                       | Агент Евън Фунш        | Джеймс Уонг                    |         |
| 2001   | „Гаднярът“                         | Mean Machine                                  | Монахът                | Бари Сколник                   |         |
| 2002   | „Транспортер“                      | The Transporter                               | Франк Мартин           | Луи Летерие                    |         |
| 2003   | „Италианската афера“               | The Italian Job                               | Красивият Роб          | Ф. Гари Грей                   |         |
| 2004   | „Съучастникът“                     | Collateral                                    | Човек на летището      | Майкъл Ман                     |         |
| 2004   | „Мобилна връзка“                   | Cellular                                      | Итън                   | Дейвид Р. Елис                 |         |
| 2005   | „Транспортер 2“                    | Transporter 2                                 | Франк Мартин           | Луи Летерие                    |         |
| 2005   | „Револвер“                         | Revolver                                      | Джейк                  | Гай Ричи                       |         |
| 2005   | „Лондон“                           | London                                        | Бейтмън                | Хънтър Ричардс                 |         |
| 2006   | „Хаос“                             | Chaos                                         | Дет. Куентин Конърс    | Тони Джилио                    |         |
| 2006   | „Розовата пантера“                 | The Pink Panther                              | Ив Глюан               | Шон Леви                       |         |
| 2006   | „Огън в кръвта“                    | Crank                                         | Чев Челиос             | Марк Невелдин и Брайън Тейлър  |         |
| 2007   | „В името на краля“                 | In the Name of the King: A Dungeon Siege Tale | Фармър                 | Уве Бол                        |         |
| 2007   | „Единакът“                         | War                                           | Джак Кроуфорд          | Филип Атуел                    |         |
| 2008   | „Банковият обир“                   | The Bank Job                                  | Тери Ледър             | Роджър Доналдсън               |         |
| 2008   | „Смъртоносна надпревара“           | Death Race                                    | Дженсън Еймс           | Пол Уилям Скот Андерсън        |         |
| 2008   | „Транспортер 3“                    | Transporter 3                                 | Франк Мартин           | Оливие Мегатон                 |         |
| 2009   | „Огън в кръвта: Високо напрежение“ | Crank: High Voltage                           | Чев Челиос             | Марк Невелдин и Брайън Тейлър  |         |
| 2010   | „Тринадесет“                       | 13                                            | Джаспър                | Гела Баблуани                  |         |
| 2010   | „Непобедимите“                     | The Expendables                               | Лий Кристмас           | Силвестър Сталоун              |         |
| 2011   | „Механикът“                        | The Mechanic                                  | Артър Бишъп            | Саймън Уест                    |         |
| 2011   | „Гномео и Жулиета“                 | Gnomeo & Juliet                               | Тиболт (глас)          | Кели Ашбъри (анимационен филм) |         |
| 2011   | „Блиц“                             | Blitz                                         | Брент                  | Елиът Лестър                   |         |
| 2011   | „Елитни убийци“                    | Killer Elite                                  | Дани Брайс             | Гари Макендри                  |         |
| 2012   | „Сейф“                             | Safe                                          | Люк Райт               | Боаз Якин                      |         |
| 2012   | „Непобедимите 2“                   | The Expendables 2                             | Лий Кристмас           | Саймън Уест                    |         |
| 2013   | „Бързи и яростни 6“                | Fast & Furious 6                              | Декард Шоу             | Джъстин Лин                    |         |
| 2013   | „Паркър“                           | Parker                                        | Паркър                 | Тейлър Хакфорд                 |         |
| 2013   | „Колибри“                          | Hummingbird                                   | Джоуи                  | Стивън Найт                    |         |
| 2013   | „Отбранителна линия“               | Homefront                                     | Фил Брокър             | Гари Фледър                    |         |
| 2014   | „Непобедимите 3“                   | The Expendables 3                             | Лий Кристмас           | Патрик Хюс                     |         |
| 2015   | „Жокерът“                          | Wild Card                                     | Ник Уайлд              | Саймън Уест                    |         |
| 2015   | „Шпиони“                           | Spy                                           | Рик Форд               | Пол Фийг                       |         |
| 2015   | „Бързи и яростни 7“                | Furious 7                                     | Декард Шоу             | Джеймс Уан                     |         |
| 2016   | „Механикът: Възкресение“           | Mechanic: Resurrection                        | Артър Бишъп            | Денис Гансел                   |         |
| 2017   | „Бързи и яростни 8“                | Furious 8                                     | Декард Шоу             | Ф. Гари Грей                   |         |
| 2018   | „Мега звяр“                        | The Meg                                       | Джонас Тейлър          | Джон Търтълтауб                |         |
| 2019   | „Бързи и яростни: Хобс и Шоу“      | Hobbs and Shaw                                | Декард Шоу             | Дейвид Лийч                    |         |
| 2021   | „Човек на гнева“                   | Wrath of Man                                  | Ейч                    | Гай Ричи                       |         |
| 2021   | „Бързи и яростни 9“                | F9                                            | Декард Шоу             | Джъстин Лин                    |         |
| 2023   | „Мега звяр 2: Падината“            | The Meg 2                                     | Джонас Тейлър          | Бен Уитли                      |         |
| 2023   | „Непобедимите 4“                   | Expend4bles                                   | Лий Кристмас           | Скот Уо                        |         |
| 2023   | „Бързи и яростни 10“               | Fast X                                        | Декард Шоу             | Луи Льотерие                   |         |
| 2024   | „Пчеларят: Смъртна присъда“        | The Beekeeper                                 | Адам Клей              | Дейвид Айър                    |         |
| 2025   | „Работникът“                       | A Working Man                                 | Левон Кейд             | Дейвид Айър                    |         |

## Други

### Видеоигри
- Red Faction II (2002) – Шрайк

### Видеоклипове
- Knoc-turn'al – Muzik (2002)
- The Beautiful South – Dream A Little Dream

### Реклами
- Kit Kat Audi